# Pulau Betung (Pemayung)
Pulau Betung is een bestuurslaag in het regentschap Batang Hari van de provincie Jambi, Indonesië. Pulau Betung telt 1676 inwoners (volkstelling 2010).